# Alan Rudolph

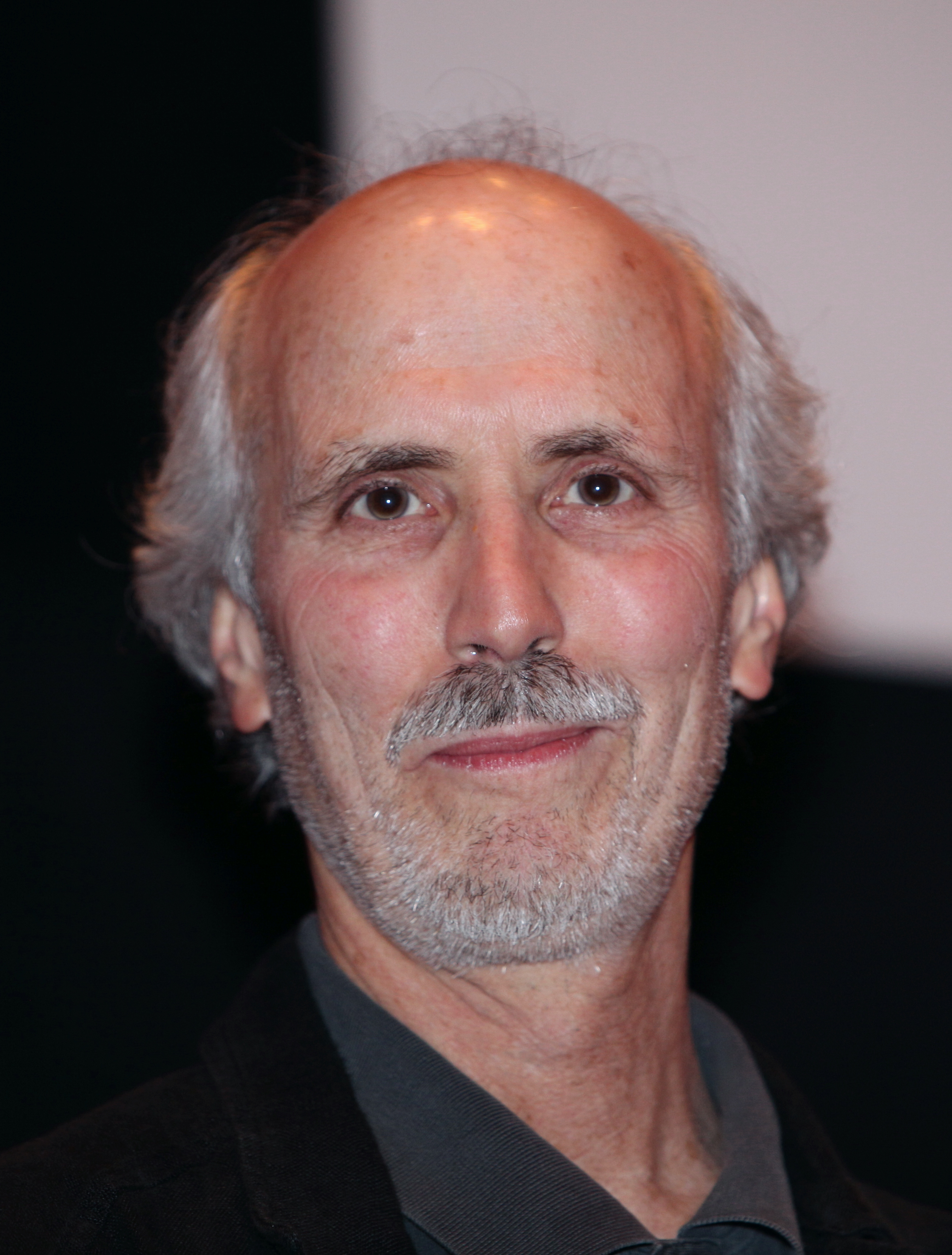
Alan Rudolph (2009)

Alan Rudolph (* 18. Dezember 1943 in Los Angeles) ist ein US-amerikanischer Filmregisseur und Drehbuchautor.
Alan Rudolph ist der Sohn des Fernsehregisseurs und Schauspielers Oscar Rudolph (1911–1991). Zu Beginn seiner Karriere als Filmemacher war Alan Rudolph ein Protégé von Robert Altman, dem er bei dessen Filmen Der Tod kennt keine Wiederkehr und Nashville assistierte. Auch bei seinen eigenen Filmen ging er dann den Weg Altmans als unabhängiger Autorenfilmer, indem er meistens seine eigenen Drehbücher verfilmt. Nach seinem Regiedebüt von 1972 entstanden seine bekanntesten Filme in den 1980er Jahren mit Keith Carradine in der Hauptrolle. Er präsentierte seine Werke auf den wichtigsten Filmfestivals und war so mehrmals Gast der Berlinale.

## Filmografie
Als Regisseur
- 1972: Premonition
- 1973: Terror Circus
- 1976: Willkommen in Los Angeles (Welcome to L.A.)
- 1978: Du wirst noch an mich denken (Remember My Name)
- 1980: Roadie
- 1982: Der schleichende Tod (Endangered Species)
- 1983: Return Engagement (Dokumentarfilm)
- 1984: Choose Me – Sag Ja (Choose Me)
- 1984: Der Songschreiber (Songwriter)
- 1985: Trouble in Mind
- 1987: Made in Heaven
- 1988: The Moderns
- 1990: Die Liebe eines Detektivs (Love at Large)
- 1991: Tödliche Gedanken (Mortal Thoughts)
- 1992: Equinox
- 1994: Mrs. Parker und ihr lasterhafter Kreis (Mrs. Parker and the Vicious Circle)
- 1997: Liebesflüstern (Afterglow)
- 1999: Breakfast of Champions – Frühstück für Helden (Breakfast of Champions)
- 2000: Trixie
- 2001: Investigating Sex
- 2002: The Secret Lives of Dentists
- 2017: Ray Meets Helen

Als Drehbuchautor
- 1972: Premonition
- 1976: Buffalo Bill und die Indianer (Buffalo Bill and the Indians, or Sitting Bull’s History Lesson)
- 1976: Willkommen in Los Angeles (Welcome to L.A.)
- 1978: Du wirst noch an mich denken (Remember My Name)
- 1982: Der schleichende Tod (Endangered Species)
- 1984: Choose Me – Sag Ja (Choose Me)
- 1985: Trouble in Mind
- 1988: The Moderns
- 1990: Die Liebe eines Detektivs (Love at Large)
- 1992: Equinox
- 1994: Mrs. Parker und ihr lasterhafter Kreis (Mrs. Parker and the Vicious Circle)
- 1997: Liebesflüstern (Afterglow)
- 1999: Breakfast of Champions – Frühstück für Helden (Breakfast of Champions)
- 2000: Trixie
- 2001: Investigating Sex
- 2017: Ray Meets Helen